# Луиш Филипе, герцог Браганса
Луиш Филипе (порт. Luís Filipe), полное имя Луиш Филипе Мария Карлуш Амелиу Фернанду Виктор Мануэл Антониу Лоуренсу Мигел Рафаэл Габриэл Гонзага Хавьер Франшиску де Ассис Бенту (порт. Luís Filipe Maria Carlos Amélio Fernando Victor Manuel António Lourenço Miguel Rafael Gabriel Gonzaga Xavier Francisco de Assis Bento; 21 марта 1887, Беленский дворец в Лиссабоне, Королевство Португалия — 1 февраля 1908, Дворцовая площадь в Лиссабоне, Королевство Португалия) — представитель Кобургской ветви дома Браганса, королевский инфант Португалии и герцог Браганса с 1887 по 1908 год.

## Биография

### Ранние годы
Родился в Лиссабоне 21 марта 1887 года. Луиш Филипе был старшим сыном наследного инфанта Карлуша, герцога Брагансы, будущего короля Португалии под именем Карлуша I и Амелии Орлеанской, принцессы из Орлеанского дома. По отцовской линии он приходился внуком Луишу I, королю Португалии и Марие Пие Савойской, принцессе из Савойского дома. По материнской линии был внуком Луи Филиппа, графа Парижа и Марии Изабеллы Орлеанской, принцессы из Орлеанского дома.
Сразу после рождения Луиш Филипе получил титул князя Бейры и герцога Барселуша. После того, как его отец стал королём Португалии, 19 октября 1889 года, по действовавшему в королевстве принципу майората, он получил титул королевского инфанта и герцога Браганса. Последний титул сделал его обладателем самого большого частного состояния в португальском королевстве.
Представители Кобургской ветви дома Браганса уделяли большое внимание культуре и науке. Отец Луиша Филипе, король Карлуш I занимался живописью и океанографией. Дед инфанта, король Луиш I занимался литературой и переводил сочинения Уильяма Шекспира с английского на португальский. Сам Луиш Филипе, как и его отец, увлекался фотографией. Некоторые из его фотографий были напечатаны в Фотографическом бюллетене с 1900 по 1914 год.
Начальное образование Луиш Филипе получил на дому. Затем ему в гувернёры был назначен подполковник Жоаким Аугушту Моузинью ди Албукерке, бывший генерал-губернатор Португальской Восточной Африки, недавно вернувшийся из колоний. При обучении герцог Браганса проявил большие способности к военному делу. Луиш Филипе, как и король, пользовался авторитетом в армии. Он знал об угрозах в адрес своего отца и всегда носил с собой револьвер, чтобы, в случае необходимости, применить его. 
Когда в 1907 году Карлуш I отправился за границу, он назначил Луиша Филипе регентом португальского королевства. В том же году, впервые после короля Жуана VI, представитель королевской фамилии в лице герцога Браганса посетил с официальным визитом португальские колонии. Визит Луиша Филипе в португальские колонии в Африке был успешным. Он стал первым членом правившего дома, посетившим эти колонии.
Незадолго до трагической смерти Луиша Филипе велись переговоры его о браке с кузиной, принцессой Патрицией Коннаутской, дочерью британского принца Артура, герцога Коннаутского и Стратернского и принцессы Луизы Маргариты Прусской. Потенциальная невеста была внучкой британской королевы Виктории и принца Альберта.

### Убийство
1 февраля 1908 года инфант Луиш Филипе был смертельно ранен террористами-республиканцами Мануэлом Буиса Алфреду Луишем да Костой из группы «Карбонария». Покушение было совершено, когда португальская королевская чета, вместе с инфантами, возвращались из дворца в Вила-Висоза и ехала в карете по Дворцовой площади в Лиссабоне. Король Карлуш I был ранен в спину и шею и умер сразу. При покушении Луиш Филипе смог застрелить одного из убийц. Инфант прожил ещё двадцать минут. В некоторых источниках указано, что он эти минуты был королём под именем «Луиша II» и что это было самое короткое царствование в истории. Однако в действительности по португальским законам не было автоматического наследования, и каждый новый король должен был быть провозглашён особым образом. Поэтому Луиш Филипе никогда не царствовал, а после убийства на престол под именем Мануэла II вступил его младший брат Мануэл, герцог Бежу, легко раненый в руку в день покушения. Королева-мать во время покушения физически не пострадала.